# Campeonato Europeu de Futebol Feminino Sub-17
O Campeonato Europeu de Futebol Feminino Sub-17 é um campeonato de futebol feminino de categoria de base organizado pela União das Associações Europeias de Futebol (UEFA), para seleções nacionais com jogadoras de até dezessete anos, tendo a primeira edição realizada em 2008.
É um torneio que funciona como qualificação para a Copa do Mundo de Futebol Feminino Sub-17 nos anos pares. A Alemanha é a maior campeã da competição com oito títulos, a seleção também é a atual campeã.

## Formato
O campeonato iniciou com duas rodadas de qualificação, abertas a todas as nações elegíveis, quatro equipes se classificavam para a fase final. Eles se enfrentavam nas semifinais, com os vencedores disputando a final e o perdedores a disputa de terceiro lugar.
Em 2011, foi anunciado que a fase final do torneio seria expandido para oito seleções. A mudança só aconteceu em 2014, no qual o torneio passou a ter uma fase de grupos com dois grupos de quatro equipes, com os dois primeiros avançando para o mata-mata.
Em 18 de junho de 2020, o Comitê Executivo da UEFA aprovou um novo formato de qualificação para o Campeonato Feminino Sub-17 e Sub-19 a partir de 2022. O torneio classificatório será disputado em duas fases, com equipes divididas em duas ligas, com promoção e rebaixamento entre as ligas após cada fase semelhante à Liga das Nações.

## Resultados
Notas
1. 1 2 3 4  Desde 2015, o campeonato não realiza a disputa de terceira lugar em anos ímpares.

### Títulos por país
| Seleção       | Títulos                                             | Vices                                   | Semifinalistas                    |
| ------------- | --------------------------------------------------- | --------------------------------------- | --------------------------------- |
| Alemanha      | 8 (2008, 2009, 2012, 2014, 2016, 2017, 2019 e 2022) | 1 (2018)                                | 3 (2010, 2011 e 2015)             |
| Espanha       | 5 (2010, 2011, 2015, 2018 e 2024)                   | 6 (2009, 2014, 2016, 2017, 2022 e 2023) | 2 (2013 e 2019)                   |
| França        | 1 (2023)                                            | 3 (2008, 2011 e 2012)                   | 5 (2009, 2015, 2022, 2024 e 2025) |
| Polônia       | 1 (2013)                                            | –                                       | 1 (2024)                          |
| Países Baixos | 1 (2025)                                            | 1 (2019)                                | 3 (2010, 2017 e 2022)             |
| Suíça         | –                                                   | 1 (2015)                                | 2 (2012 e 2023)                   |
| Irlanda       | –                                                   | 1 (2010)                                | –                                 |
| Suécia        | –                                                   | 1 (2013)                                | –                                 |
| Inglaterra    | –                                                   | 1 (2024)                                | 5 (2008, 2014, 2016, 2018 e 2023) |
| Noruega       | –                                                   | 1 (2025)                                | 3 (2009, 2016 e 2017)             |
| Itália        | –                                                   | –                                       | 2 (2014 e 2025)                   |
| Islândia      | –                                                   | –                                       | 1 (2011)                          |
| Bélgica       | –                                                   | –                                       | 1 (2013)                          |
| Finlândia     | –                                                   | –                                       | 1 (2018)                          |
| Portugal      | –                                                   | –                                       | 1 (2019)                          |